# 鄂西清风藤
鄂西清风藤（学名：Sabia campanulata sp. ritchieae）为清风藤科清风藤属下的一个亚种。
它的中低极性部位存在正庚烷、古巴烯、γ-摩勒烯、姜烯、α-摩勒烯、β-倍半水芹烯、山达海松二烯、α-白菖考烯、对樟脑烯、二十九烷、三十一烷等化学成分。

## 扩展阅读
- 維基物種上的相關：鄂西清风藤